# Titanic II (schip)
De Titanic II is een geplande replica van de Titanic, het in 1912 gezonken passagiersschip. De tewaterlating stond gepland voor 2018, 107 jaar na die van het oorspronkelijke schip. De bedoeling was dat het schip in datzelfde jaar van Southampton naar New York zou varen. Echter, vanwege complicaties is de bouw uitgesteld. Wanneer de tewaterlating nu plaats zal vinden is nu nog onbekend. De Titanic II, waarvan de kosten worden geraamd op 500 miljoen Amerikaanse dollar, zou gebouwd worden op de Chinese scheepswerf CSC Jinling Shipyard, maar nadat Palmer een dispuut gehad heeft met Chinese medewerkers in zijn grondstoffendelvingsbedrijf is dat waarschijnlijk van de baan. Het Zweedse bedrijf Deltamarin geeft aan dat het schip zich nog in de ontwerpfase bevindt en dat er op dit moment gezocht wordt naar een geschikte scheepswerf.
De Titanic II krijgt dezelfde afmetingen als zijn voorganger maar is met 56.000 bruto ton aanmerkelijk groter qua tonnenmaat. De Titanic II zal naar planning een lengte hebben van 269 meter, net als zijn voorganger. De breedte zal 32,2 meter bedragen, dat is 4 meter meer dan het origineel i.v.m de huidige veiligheidseisen.
Het verschil met de Titanic is dat de replica wordt gelast en niet met klinknagels in elkaar wordt gezet, dat de Titanic II vanwege brandstofbesparing een bolle boeg zal krijgen, hij met diesel zal worden aangedreven en bestuurd worden door middel van azipods (roerpropellers) om de wendbaarheid te vergroten.
Het schip moet 840 kamers en negen dekken krijgen, met luxe hutten en voorzieningen als zwembaden, bibliotheken en eersteklas restaurants. Het interieur zou bepaalde dingen behouden, zoals het grote trappenhuis, de eersteklasse-eetzaal en het Turkse bad.

## Geschiedenis

### Eerste geplande replica
De eerste geplande replica van de Titanic was een project dat Sarel Gous, een Zuid-Afrikaanse ondernemer, in 1988 lanceerde. Gous verspreidde zijn ideeën in de media, onder meer in het tijdschrift Popular Mechanics. Het tijdschrift behandelde in 1989 de technische haalbaarheid van een replica van de Titanic, in overleg met het Webb Institute. Het merendeel van de veranderingen zou verschijnen onder de waterlijn:
- Gelaste, niet geklonken romp
- Bulbsteven voor een grotere brandstofefficiëntie
- Vergroot roer en boegschroef voor meer wendbaarheid
- Horizontale stabilisatoren
- Diesel- en elektrische voortstuwing, in de holle ruimte die bij de Titanic werd gebruikt voor 159 vuurgangen in 29 -stoomketels.
- Ontruimd ruim dat kan worden gebruikt voor afvalverwerking, waterzuivering en airconditioning.

De economische haalbaarheid was onzeker. De technische uitdagingen zou de bouwkosten doen oplopen tot ongeveer tweemaal de kosten van een modern cruiseschip.
Toen Sarel Gous er niet in slaagde om de replica te bouwen, liet de laatste Titanic-overlevende Millvina Dean en veel mensen via internet weten dat zij tegen de bouw van een Titanic-replica waren. Gous wist de financiering niet rond te krijgen. De problemen werden zo groot dat Sarel Gous het project beëindigde in 2006.

### Tweede geplande replica

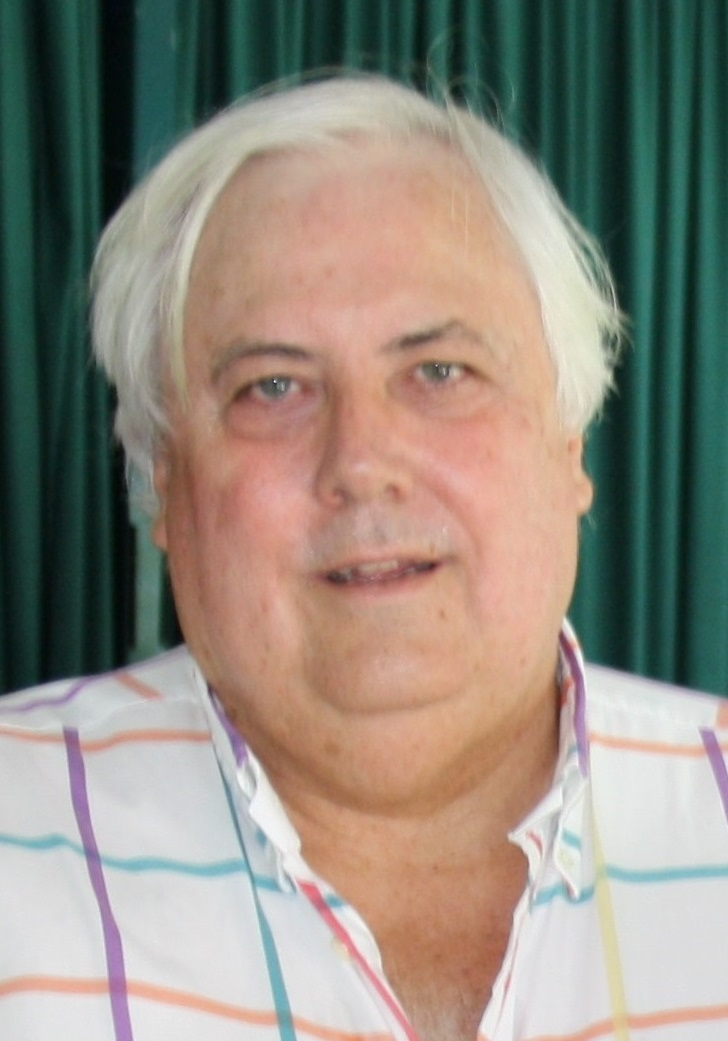
Clive Palmer

De Australische zakenman en miljardair Clive Palmer presenteerde op 30 april 2012 zijn plannen voor de Titanic II en een serie andere luxeschepen, nadat tien dagen daarvoor een principeovereenkomst was bereikt met de Chinese staatsscheepswerf CSC Jinling. De aankondiging volgde op een reeks andere plannen voor de bouw van een replica, Het project moet het vlaggenschip worden van zijn rederij Blue Star Line. Op 19 juni 2012 maakte Blue Star Line bekend dat het Finse scheepvaartbedrijf Deltamarin Ltd. de opdracht voor het ontwerp van de Titanic II had gekregen en een jaar later, op 16 april 2013, dat dit bedrijf gedurende de ontwikkelingsfase de algehele coördinatie van het project zou verzorgen, waaronder de contacten met de scheepswerf, architecten en interieurontwerpers. Op 17 juli 2013 werd voorts aangekondigd dat het scheepsclassificatie- en certificeringsbureau Lloyd's Register zich bij het project had aangesloten.
In september 2013 werden in een 300 meter lang hydrografisch proefbassin in Hamburg proeven genomen met een 9,3 meter lang houten scheepsmodel van de Titanic II.
Met de bouw van het schip zou in maart 2012 worden begonnen, maar is uitgesteld.